# المطهر

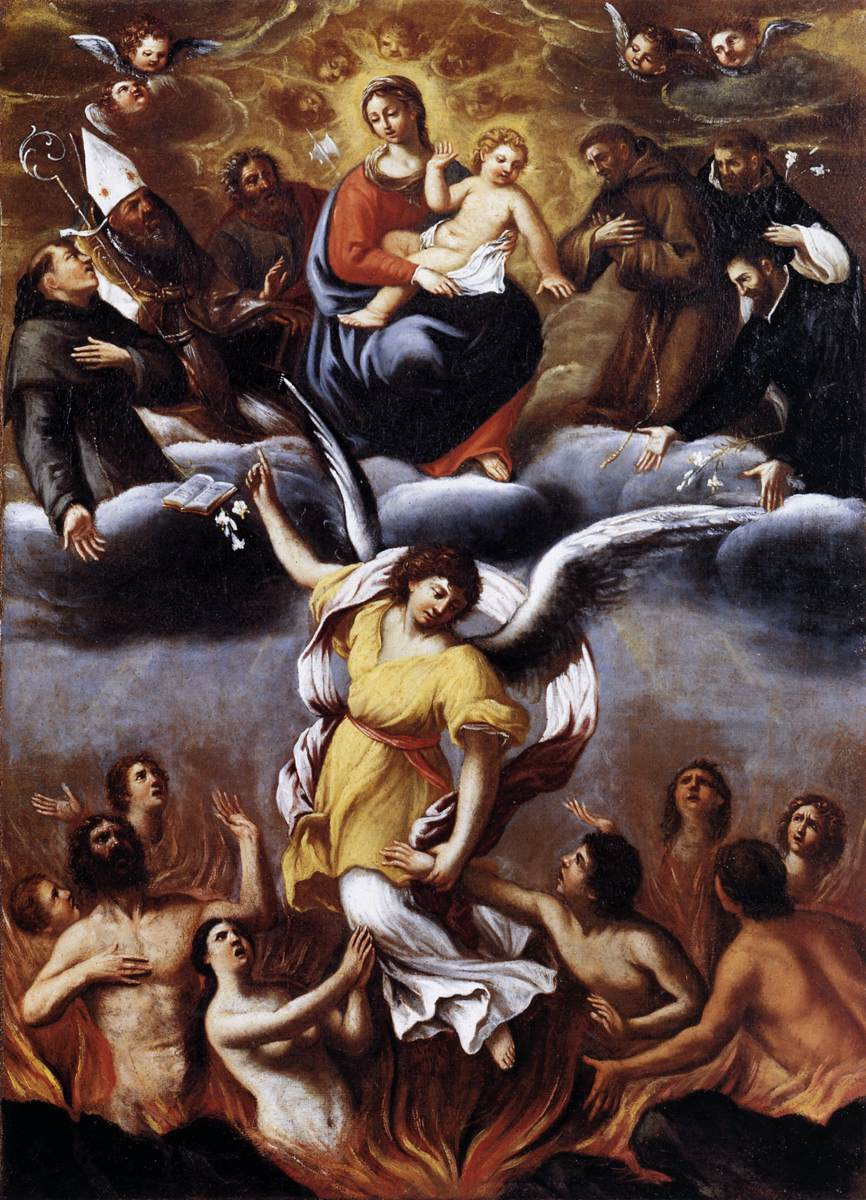
لوحة لمطهر ناري للفنان لودوفيكو كاراتشي

المطهر (باللاتينية: Purgatorium)، هو معتقد كاثوليكي. هو مكان تذهب إليه أنفس الخطأة المؤمنين الذين لم يتوبوا توبة كاملة عن كل خطاياهم فيذهبون إلى المطهر حيث يطهرون بنار حتى يصبحوا أهلًا لملكوت الله. والمطهر هو فكر قائم على العدل حيث أن من عاش حياة الفجور على الأرض لا يلقي مصير من عاش حياة صالحة ولكن لم يتوب توبة كاملة. ويذكر أن الأرثوذكس لا يؤمنون بالمطهر.